# Numa Broc
Pour les articles homonymes, voir Broc.
Numa Broc, né le 26 janvier 1934 à Versailles et mort à Perpignan le 12 mars 2017,, est un géographe français, spécialiste d'histoire et d'épistémologie de la géographie.

## Biographie
Issu d'une famille de fonctionnaires, Numa Broc fait ses études secondaires au lycée de Perpignan (1945-1951), puis étudie à l'université de Clermont-Ferrand (1951-1955). Après l'obtention du CAPES (1956), il devient agrégé de géographie en 1960.
Il enseigne en 1956-1957 au lycée de Beauvais, puis, de 1957 à 1959 en Algérie, à Constantine et à Alger. Docteur ès lettres, il rencontre en 1964 François de Dainville qui l'oriente vers l'histoire de la géographie et des explorateurs. Il soutient ainsi sa thèse de troisième cycle à Montpellier en 1966 sur la montagne au siècle des Lumières puis sa thèse d’État en 1971 intitulée La Géographie des philosophes.
Il se marie avec Marie Louise Rouzaud qui le soutiendra toute sa vie dans ses recherches.
Assistant, puis maître-assistant à l'université de Montpellier, il est nommé professeur de géographie à l'université de Perpignan au début des années 1980. Membre de l'équipe ERA (Épistémologie d'histoire de la géographie) du CNRS, on lui doit de nombreux articles dans des revues de géographies et universitaires ainsi que plusieurs ouvrages. Il termine sa carrière en qualité de Professeur émérite de l'Université de Perpignan.
Malgré son handicap visuel qui l'a affecté dans la dernière partie de sa carrière professionnelle, avec l'aide de son épouse Marie Louise et d'un de ses amis, il rédigea et publia son dernier ouvrage en 2 tomes : Une histoire de la géographie physique en France (XIXe – XXe siècles) en 2010 à l'âge de 76 ans.
Il fut, en outre, président du Club alpin de Perpignan.
Il est décédé à Perpignan le 12 mars 2017. Il lègue une partie de sa prestigieuse bibliothèque et des documents à l'université de Perpignan et à la mairie de Perpignan.
Il est inhumé au Vieux Cimetière de Thuir.

## Publications
- Les montagnes vues par les géographes et les naturalistes de langue française au XVIIIe siècle, Bibliothèque nationale, 1969.
- La géographie des philosophes, géographes et voyageurs français au XVIIIe siècle[7], Presses Universitaires de Strasbourg, 1975.
- La géographie de la renaissance / 1420-1620, CTHS, Paris, 1986.
- L'Hydraulique agricole en Roussillon, in Bulletin de la Société Languedocienne de Géographie, tome 4, Fascicules 2 et 3, 1980.
- Les grandes missions scientifiques françaises au XIXe siècle (Morée, Algérie, Mexique) et leurs travaux géographiques, 1981.
- Ludovic Drapeyron (1839-1901), 1982.
- Quelle est la plus ancienne carte moderne de France ?, Armand Colin, 1983.
- La cartographie reflet de l'histoire de François de Dainville (directeur scientifique), Slatkine, 1986.
- Autour du monde 1767-1771, Voyage de François de Pagès par terre et par mer, Imprimerie nationale, 1991.
- Athanase et le Mont Ophir (préface), Edisud, 1992.
- De l'eau et des hommes en terre catalane, avec Michel Brunet, Sylvie Caucanas, Bertrand Desailly et Jean-Pierre Vigneau, Trabucaire, 1993.
- Une histoire de la géographie physique en France (XIXe – XXe siècles), Presses Universitaires de Perpignan, 1993.
- Regards sur la géographie française de la renaissance à nos jours, Presses Universitaires de Perpignan, 1994.
- Montagnes au siècle des lumières, perception et représentation, CTHS, 1995.
- Dictionnaire illustré des explorateurs et grands voyageurs français du XIXe siècle, tome 1, Afrique, Cths, 1988.
- Dictionnaire illustré des explorateurs et grands voyageurs français du XIXe siècle, tome 2, Asie, Cths, 1999.
- Dictionnaire illustré des explorateurs et grands voyageurs français du XIXe siècle, tome 3, Amérique, Cths, 1999.
- Dictionnaire illustré des explorateurs et grands voyageurs français du XIXe siècle, tome 4, Océanie, Cths, 2003.